# Magnapinna pacifica
Magnapinna pacifica is een soort in de taxonomische indeling van de inktvissen, een klasse dieren die tot de stam der weekdieren (Mollusca) behoort. De inktvis is een carnivoor en zijn voedsel bestaat voornamelijk uit vis, krabben, kreeften en weekdieren die ze met de zuignappen op hun grijparmen vangen.
De inktvis komt uit het geslacht Magnapinna en behoort tot de familie Magnapinnidae. Magnapinna pacifica werd in 1998 beschreven door Vecchione & Young.